# Диптих

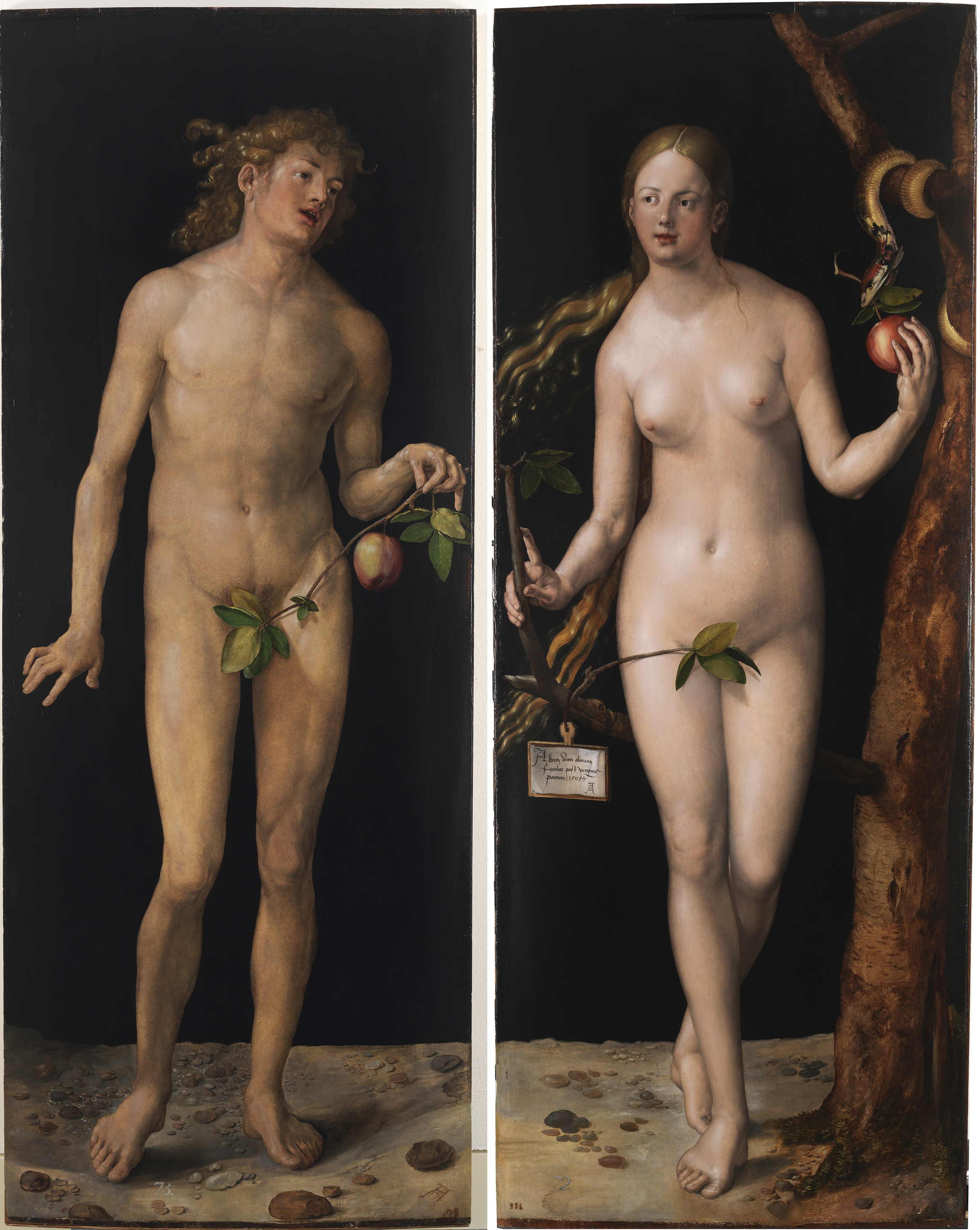
Альбрехт Дюрер. Диптих «Адам и Ева». Национальный музей Прадо.

Ди́птих (др.-греч. δί-πτῠχος — «двустворчатый, состоящий из двух дощечек», от др.-греч. δύο — «два» + др.-греч. πτῠχή — «табличка, дощечка») изначально — употреблявшиеся древними греками и римлянами таблички для записи (записные книжки), представлявшие собой две деревянные, костяные или металлические дощечки, соединённые друг с другом; для записей предназначались внутренние стороны складня, внешние же стороны могли покрываться разного рода украшениями. 
Впоследствии словом диптих стали называть списки имён, поминаемых во время литургии в период раннего христианства. Подобные книжки могли содержать дополнительные листы и тогда именовались: триптих (др.-греч. τρί-πτῠχος) — «состоящий из трёх дощечек», пентаптих (др.-греч. πεντά-πτῠχος) — «состоящий из пяти дощечек» и так далее или вообще полиптих (др.-греч. πολύ-πτῠχος) — «состоящий из многих дощечек».
Сегодня слово обычно применяется к парным изобразительным произведениям (картинам, гравюрам, фрескам), объединённым общей идеей или сюжетом. Также это слово употребляется в отношении малых литературных форм, в первую очередь стихов.